# Rutan Defiant
Pour les avions de nom similaire, voir Rutan.
Pour les articles homonymes, voir Defiant.
Le Rutan Defiant est un avion quadriplace en matériaux composites, bimoteur push-pull de configuration canard.

Il a été dessiné par Burt Rutan et construit à la Rutan Aircraft Factory à Mojave (USA).

## Conception
Le prototype model 40 immatriculé N78RA qui a volé en 1978 était le démonstrateur d'un bimoteur qui se voulait simple, léger et performant, et dont le pilotage serait peu affecté par la perte d'un moteur. Pour cela les moteurs ont été disposés sur le même axe, un à l'avant (dit « tractif »), l'autre à l'arrière (dit « propulsif »). Du fait du poids du moteur avant, le canard est de grandes dimensions.

## Mise au point
Le prototype possédait une dérive (gouvernail de direction) fixée à l'avant, dans le but de supprimer les gouvernes de direction montées sur les winglets. La dérive étant dans le souffle hélicoïdal de l'hélice avant, les variations de puissance moteur amenaient des variations de couple en lacet indésirables. Cette disposition non conventionnelle (qui rappelle le système de contrôle initial en roulis du VariEze, non conventionnel également) a été supprimée par la suite.

## Diffusion
La mise au point des plans pour la construction amateur a été poussée par Fred Keller, qui a construit un Defiant modifié, model 74. Ces plans étaient disponibles en 1982.

## Essais en vol
- SAE TP 871801 Flight test results for several canard-configured airplanes.